# Gallegos de Solmirón
Gallegos de Solmirón es un municipio y localidad española de la provincia de Salamanca, en la comunidad autónoma de Castilla y León. Se integra dentro de la comarca de Guijuelo y la subcomarca del Alto Tormes. Pertenece al partido judicial de Béjar.
Su término municipal está formado por un solo núcleo de población, ocupa una superficie total de 30,82 km² y según los datos demográficos recogidos en el padrón municipal elaborado por el INE en el año 2017, cuenta con una población de 124 habitantes.

## Toponimia

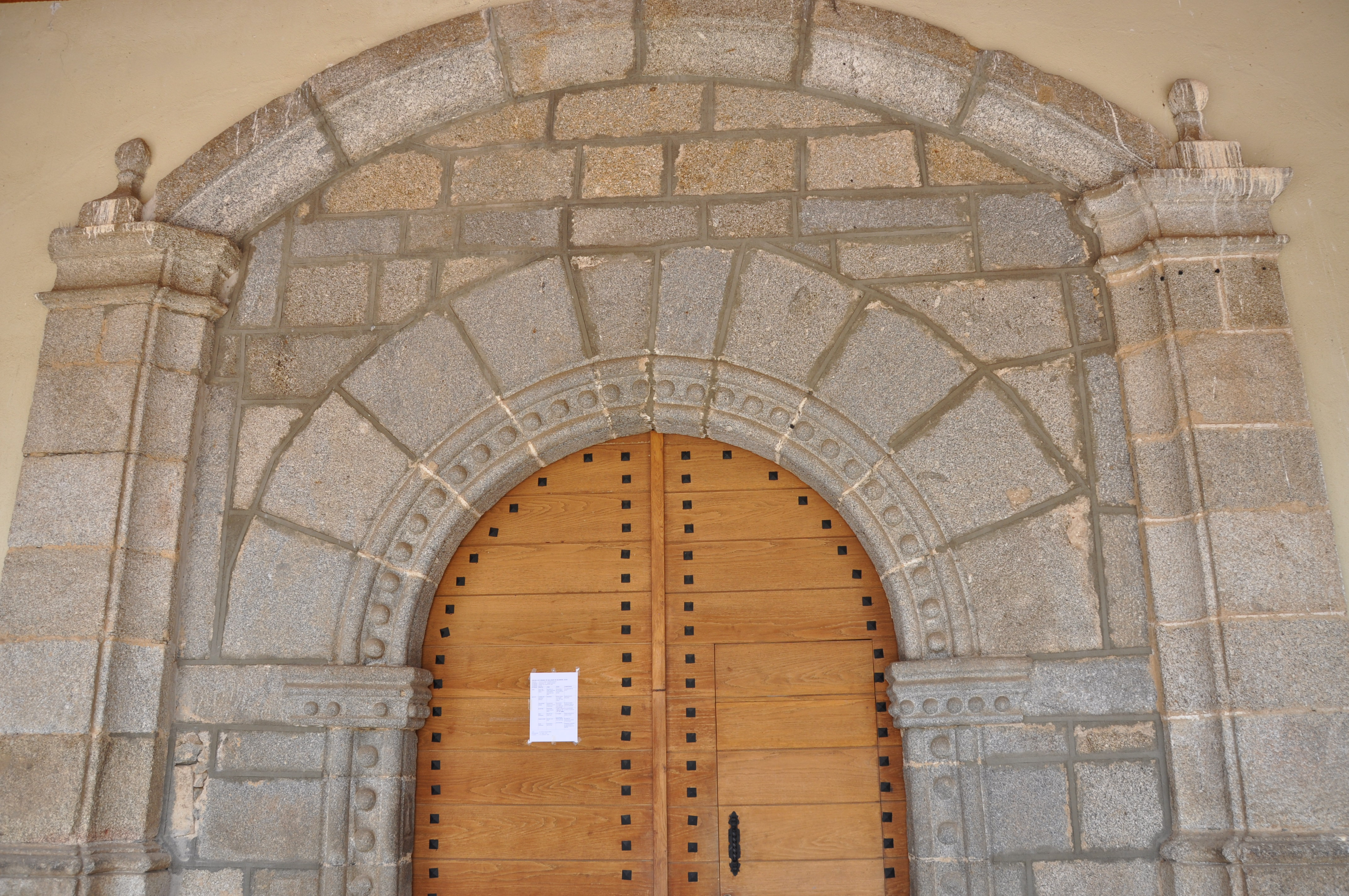
Portada de la iglesia de San Juan Bautista.

El nombre de la localidad, "Gallegos", se debe a haber sido repoblado por gentes procedentes de Galicia, mientras que "Solmirón" se debe a situarse junto a la sierra del Mirón.

## Historia
Inicialmente, Gallegos de Solmirón estuvo ligado en su reconquista en el siglo XII a la Comunidad de Villa y Tierra de Ávila, a la que perteneció hasta principios del siglo XV, cuando pasó a formar parte del Reino de León, dependiendo desde 1425 de Salamanca para el voto en Cortes. Finalmente, la creación de las actuales provincias en 1833 no hizo sino reafirmar este hecho, quedando Gallegos de Solmirón encuadrado en la provincia de Salamanca y la Región Leonesa.

## Geografía humana

### Demografía
Cuenta con una población de 109 habitantes (INE 2024).
| Gráfica de evolución demográfica de Gallegos de Solmirón entre 1842 y 2021                                            |
| |
| Población de derecho según los censos de población del INE. Población de hecho según los censos de población del INE. |

## Administración y política
| Partido político                         | 2019  | 2019  | 2019       | 2015  | 2015  | 2015       | 2011  | 2011  | 2011       | 2007  | 2007  | 2007       | 2003  | 2003  | 2003       |
| Partido político                         | %     | Votos | Concejales | %     | Votos | Concejales | %     | Votos | Concejales | %     | Votos | Concejales | %     | Votos | Concejales |
| Partido Popular (PP)                     | 61,25 | 49    | 4          | 65,98 | 64    | 4          | 74,26 | 75    | 5          | 87,60 | 113   | 5          | 86,78 | 105   | 5          |
| Partido Socialista Obrero Español (PSOE) | 23,75 | 19    | 1          | 20,62 | 20    | 1          | 13,86 | 14    | 0          | 6,98  | 9     | 0          | 18,18 | 22    | 0          |

## Hijos ilustres
- Evaristo Martín Nieto, sacerdote y biblista.